# معرض باريس للسيارات 2014

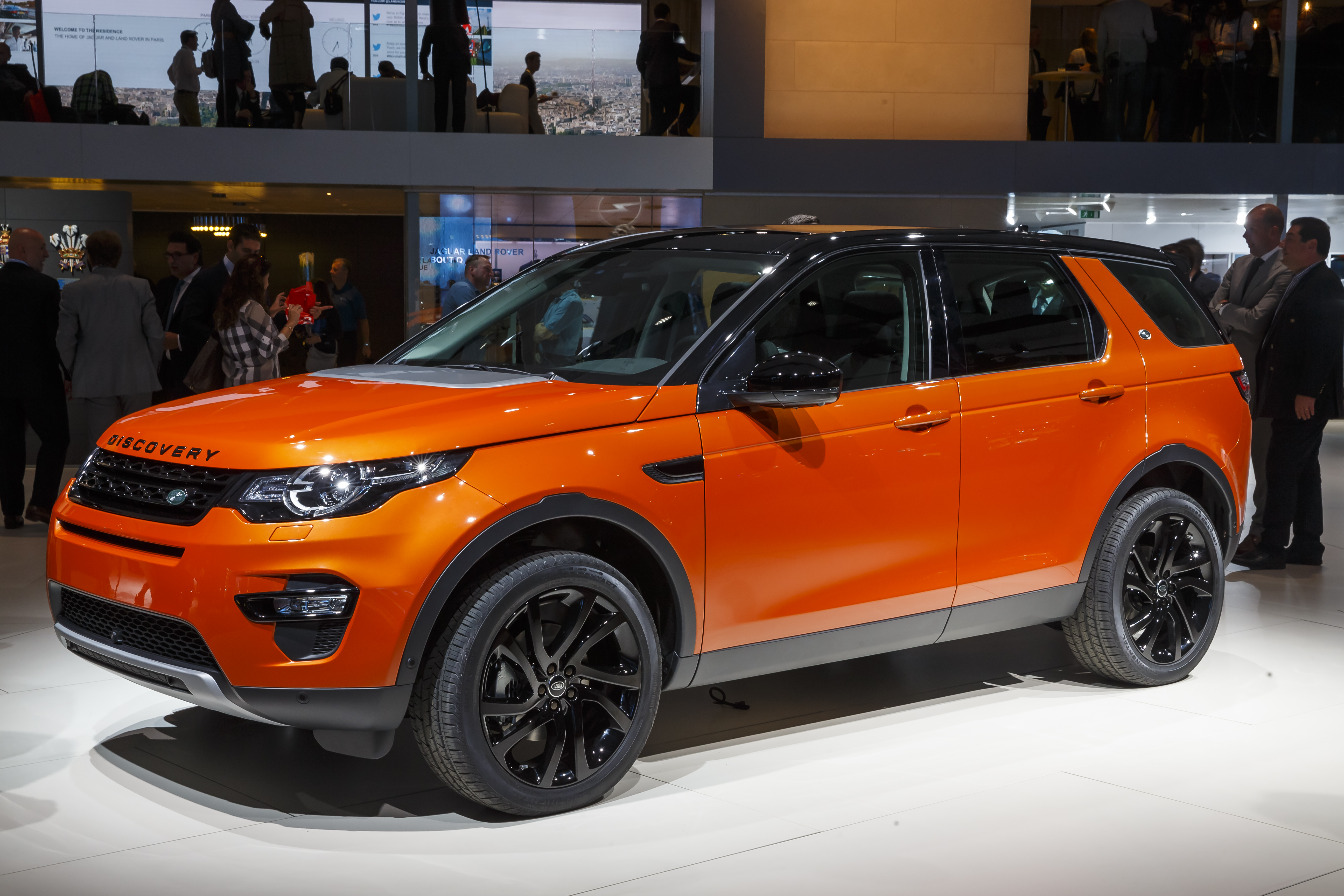
سيارة جاغوار لاند روفر ديسكوفري في المعرض.

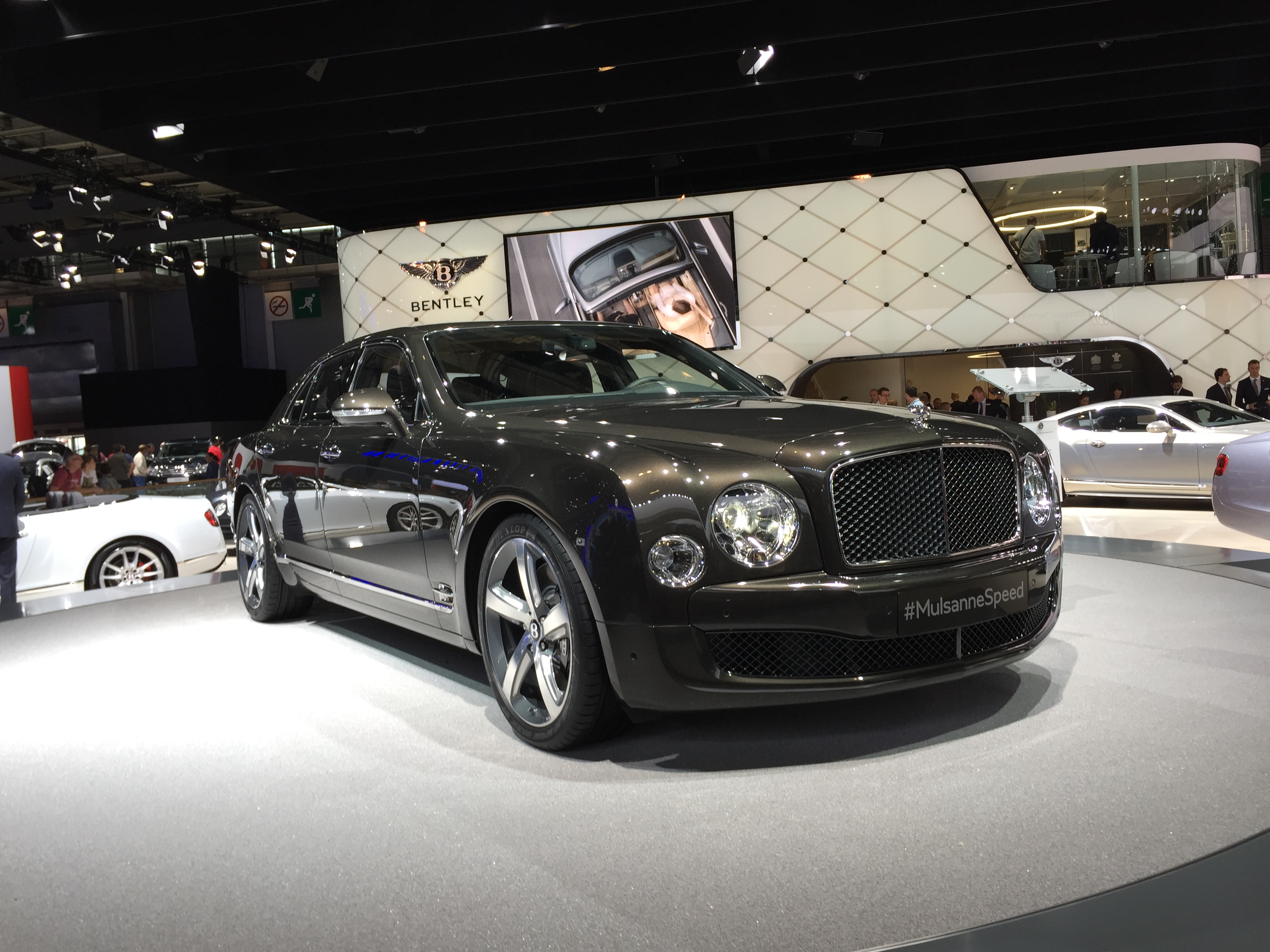
سيارة بنتلي في المعرض.

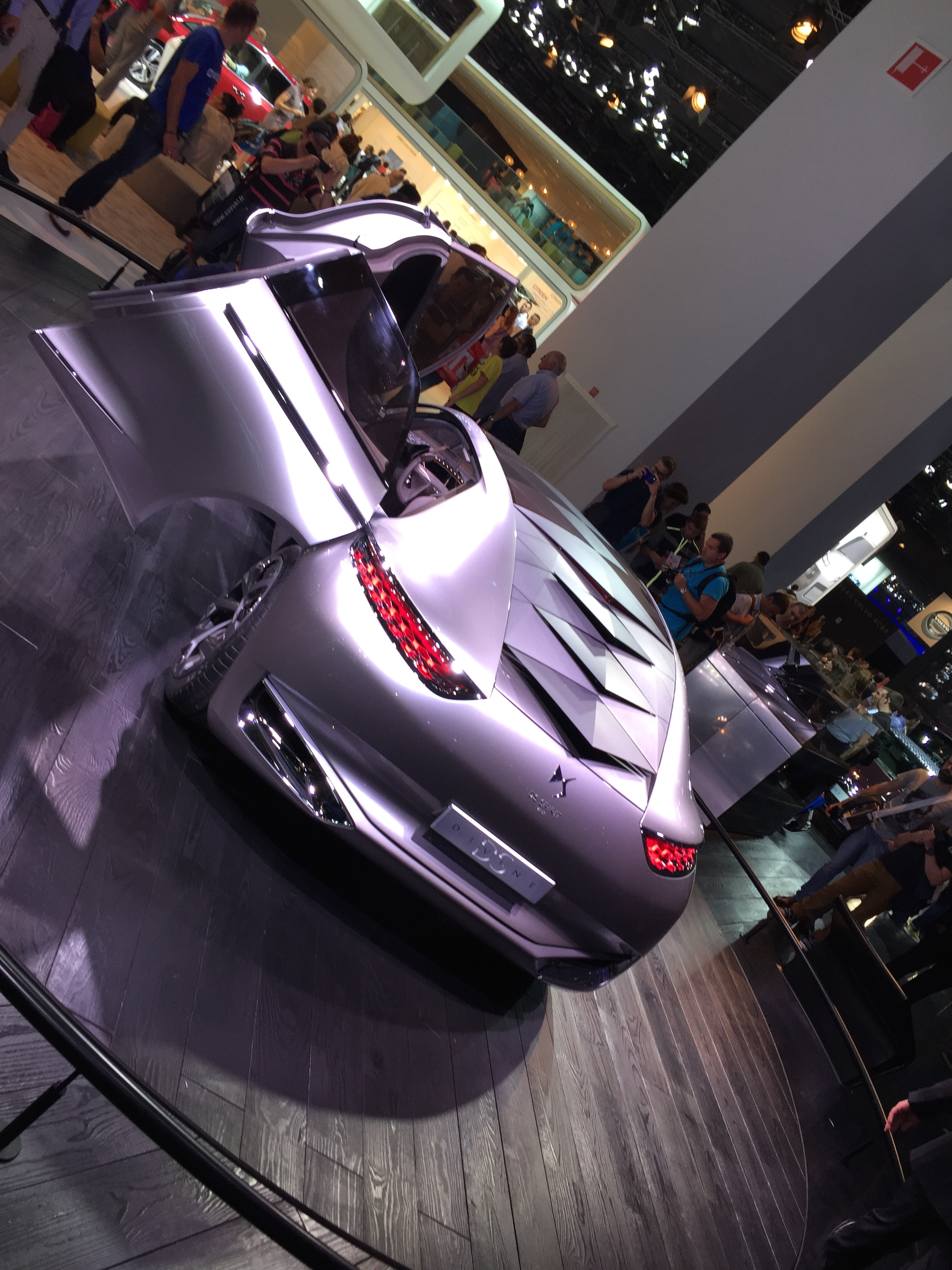
سيارة دي أس ديفين التابعة لستروين في المعرض.

معرض باريس للسيارات 2014 (بالفرنسية: Mondial de l'automobile de Paris 2014) هو الدورة 59 من معرض باريس للسيارات والذي أقيم بين 4 و19 أكتوبر 2014 في فضاء معرض بورت دو فرساي في العاصمة باريس في فرنسا. يعتبر المعرض أكبر معرض للسيارات في العالم.

شهدت دورة 2014 حضور 513 253 1 زائر وهو نفس رقم دورة 2012، ويجعله أكبر معرض سيارات في العالم.

## السيارات الجديدة التي تم الإعلان عنها في المعرض
- أودي تي تي سبورتباك
- أودي تي تي رودستر
- بي إم دبليو السلسلة 2 أكتيف تورر
- بي إم دبليو السلسلة 2 كابريوليه
- سيتروين ديفين دي أس
- فيراري 458 سبيسيال A
- فيات 500 إكس
- فورد اس-ماكس
- هيونداي إي 20
- جاغوار إكس إو
- جيب رينيجيد
- لاند روفر ديسكوفري سبورت
- مازدا أم إكس 5
- مرسيدس أي أم جي
- نيسان بولسار
- بيجو 308 جي تي
- بورشه كايين أس إي إيبريد
- بورشه 911 جي تي 3 أر أس
- رينو إسباس 5
- شكودا فابيا 3
- سوزوكي فيتارا
- فولفو إكس سي 90

## العارضين
شهد المعرض حضور 322 شركة سيارات مما يجعله الأكبر في العالم، وكذلك من عدد الحضور أيضا، من أكبر وأهم الشركات الحاضرة يوجد:
| - أبارت - ألفا روميو - فيراري - فيات - لامبورغيني - لانشيا - مازيراتي - أستون مارتن - بنتلي - جاغوار - لاند روفر - ميني - رولز رويس موتورز - أودي - بي إم دبليو - مرسيدس-بنز - أوبل - بورشه - فولكس فاجن - سمارت - شركة فورد - جيب - تيسلا موتورز - كومارت - سيات | - سيتروين - بيجو - رينو - فينتوري للسيارات - كورب - دي أس - ليجيه - ميكروكار - بي جي أو - داسيا - هوندا - إيسوزو - لكزس - مازدا - ميتسوبيشي موتورز - نيسان موتورز - سوزوكي - تويوتا - هيونداي - كيا - سانغ يونغ - إنفينيتي - شكودا أوتو - فولفو |

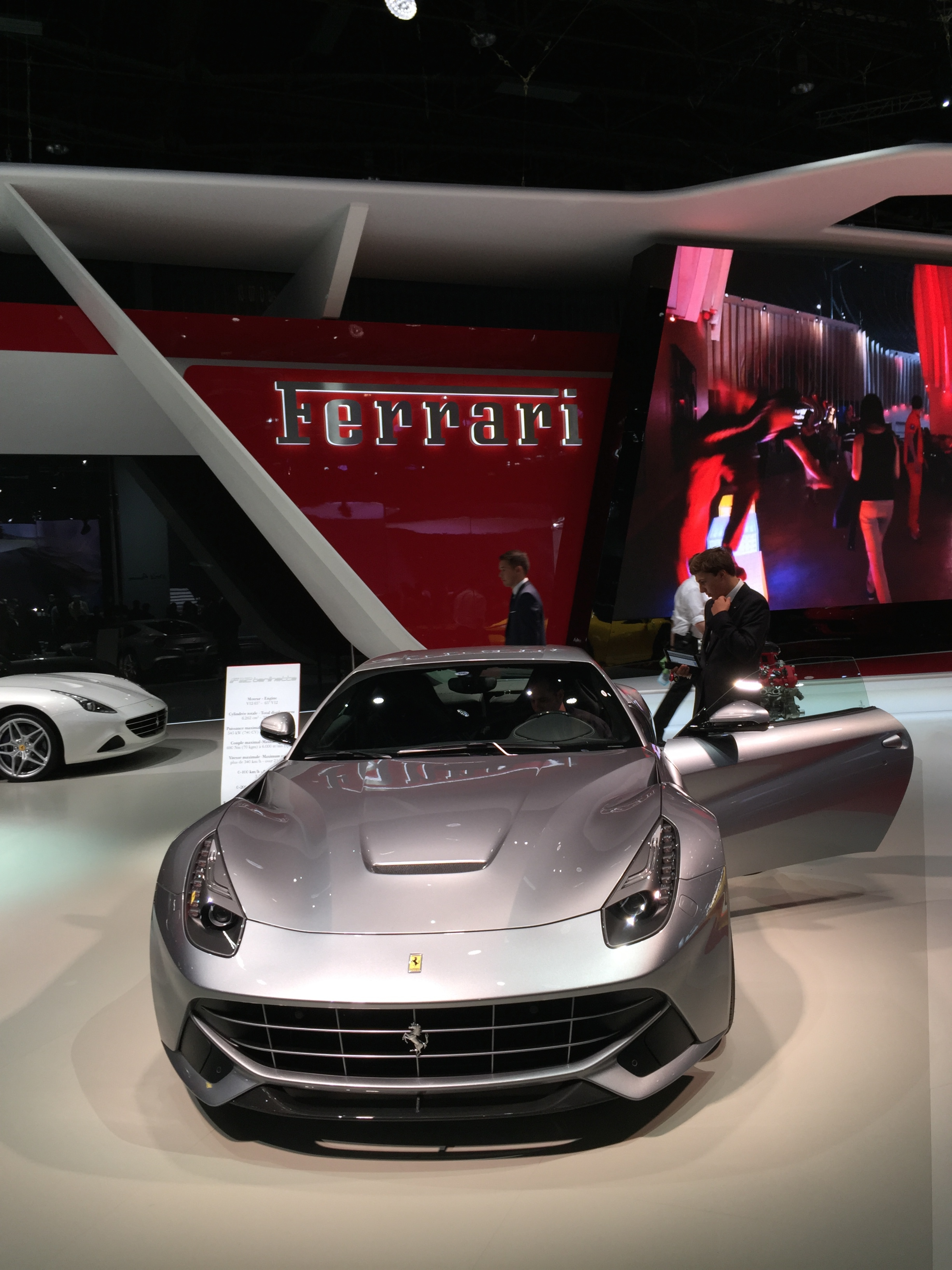
فيراري
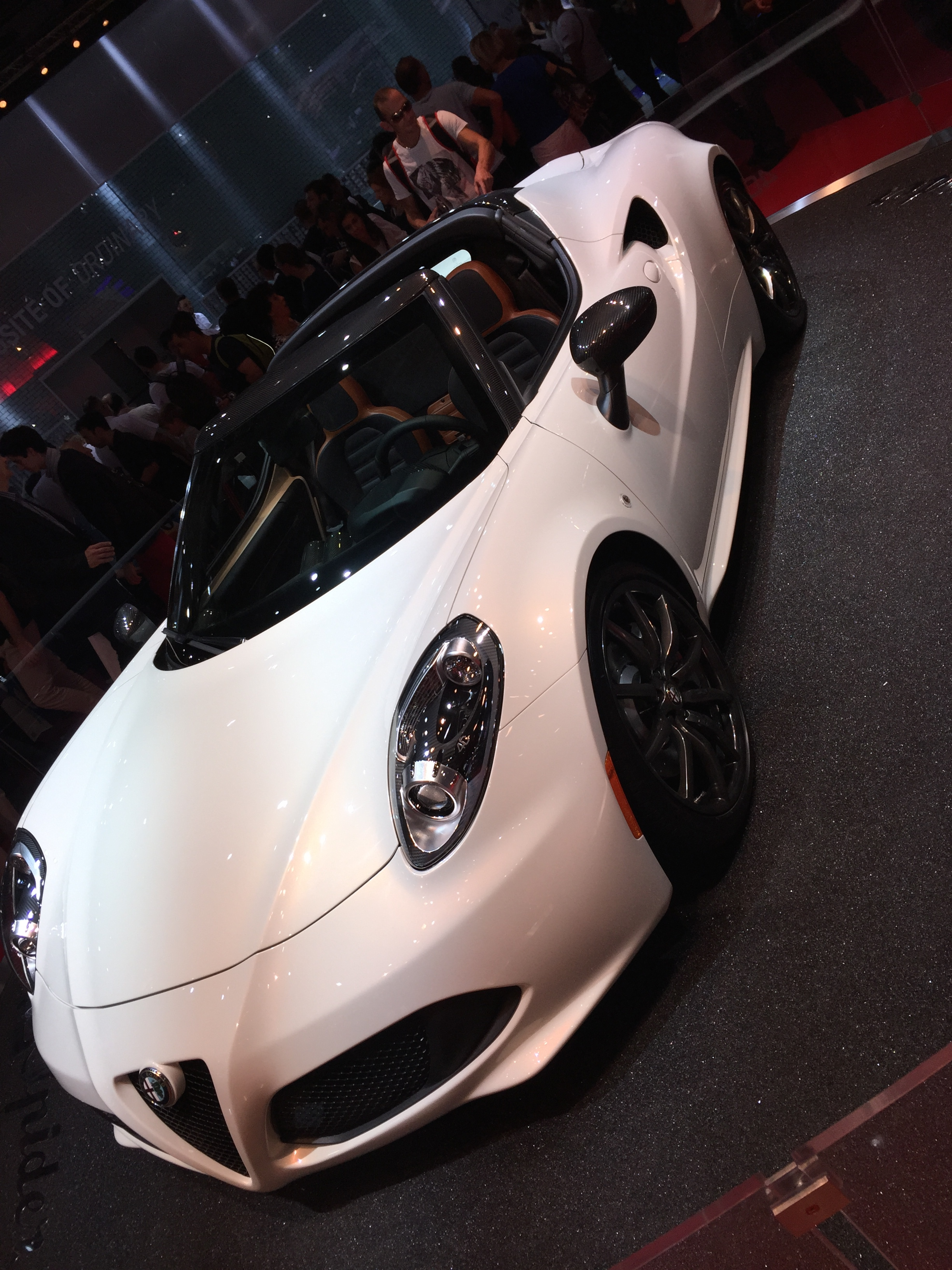
ألفا روميو
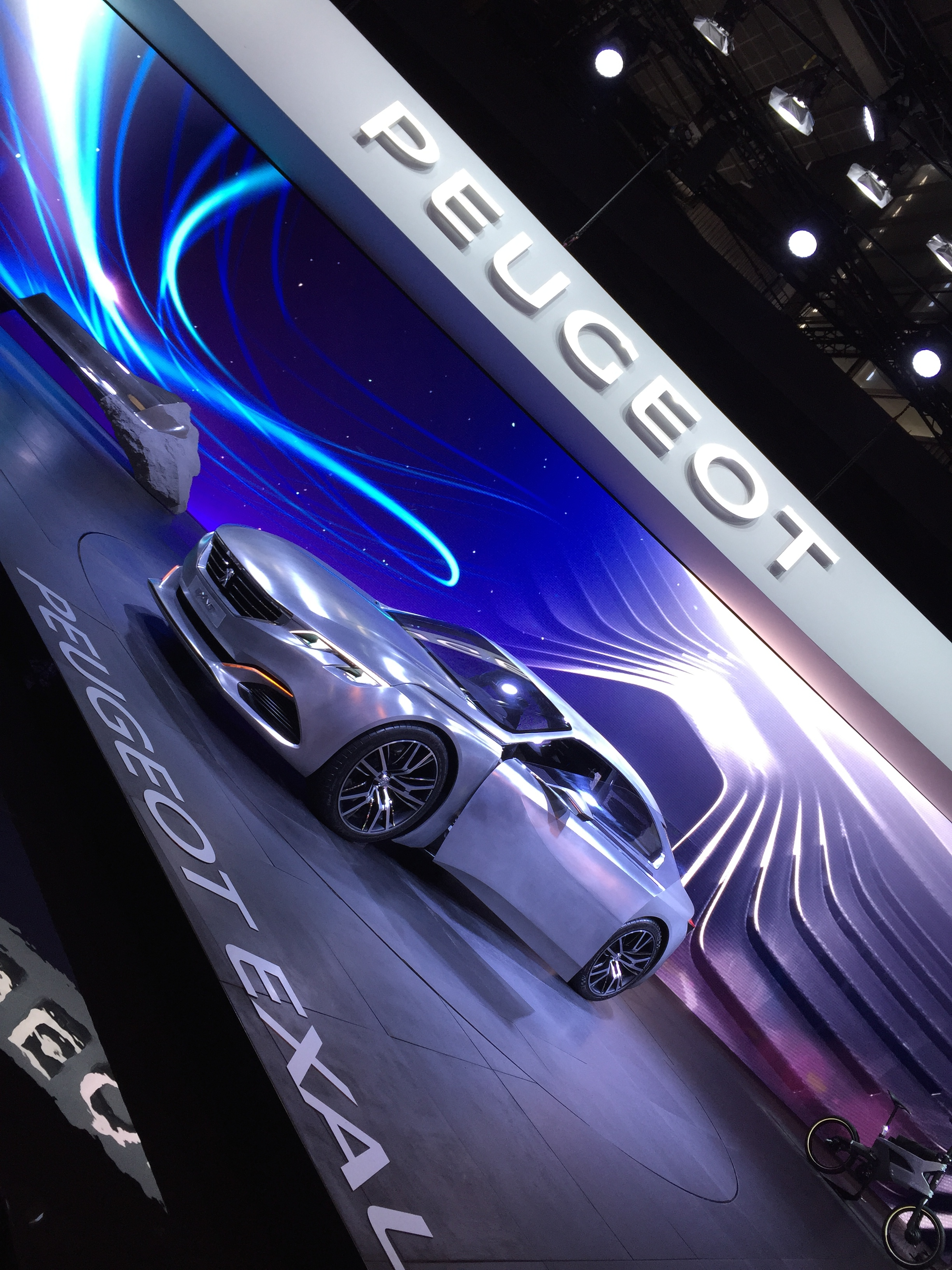
بيجو
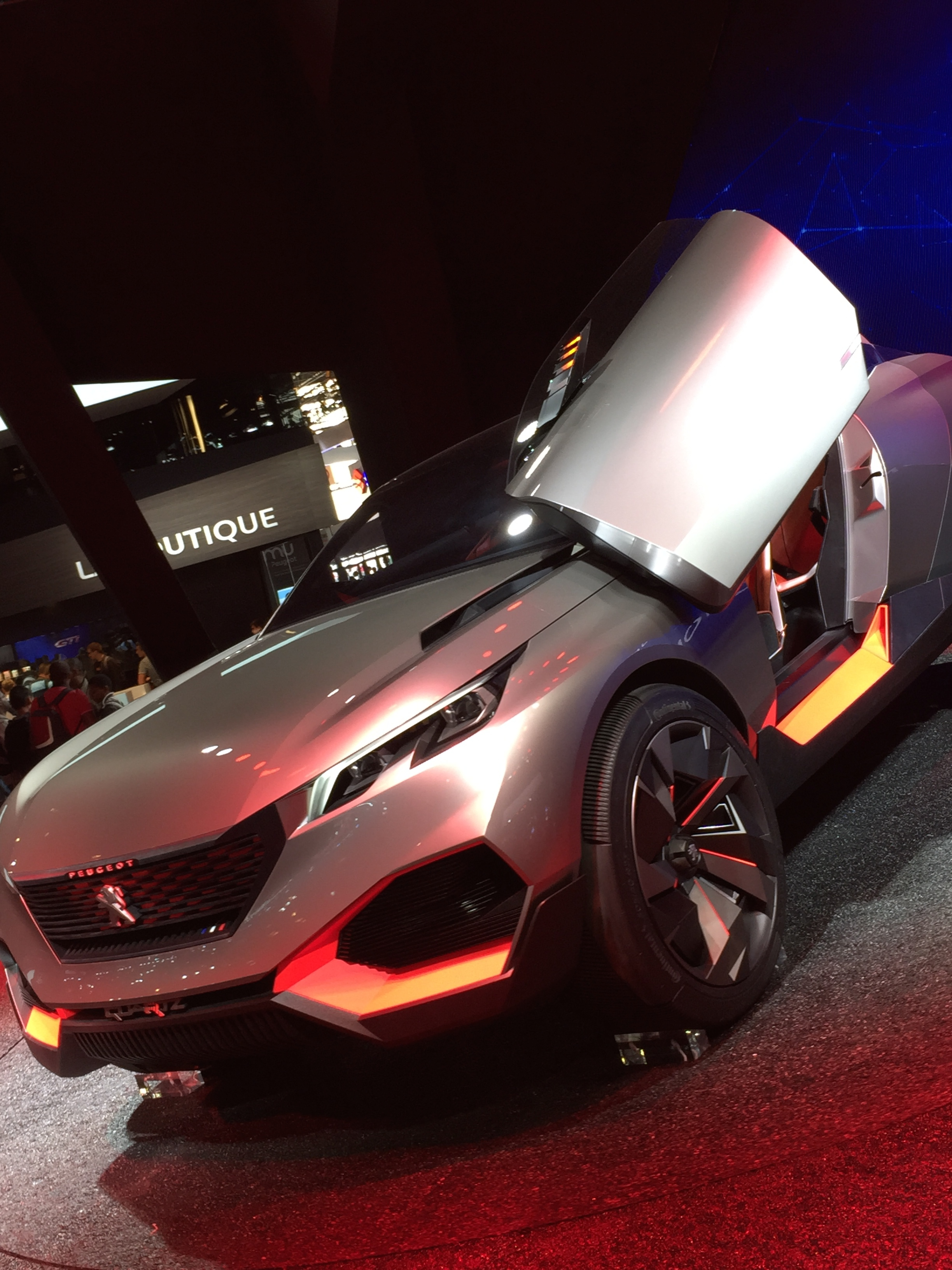
بيجو
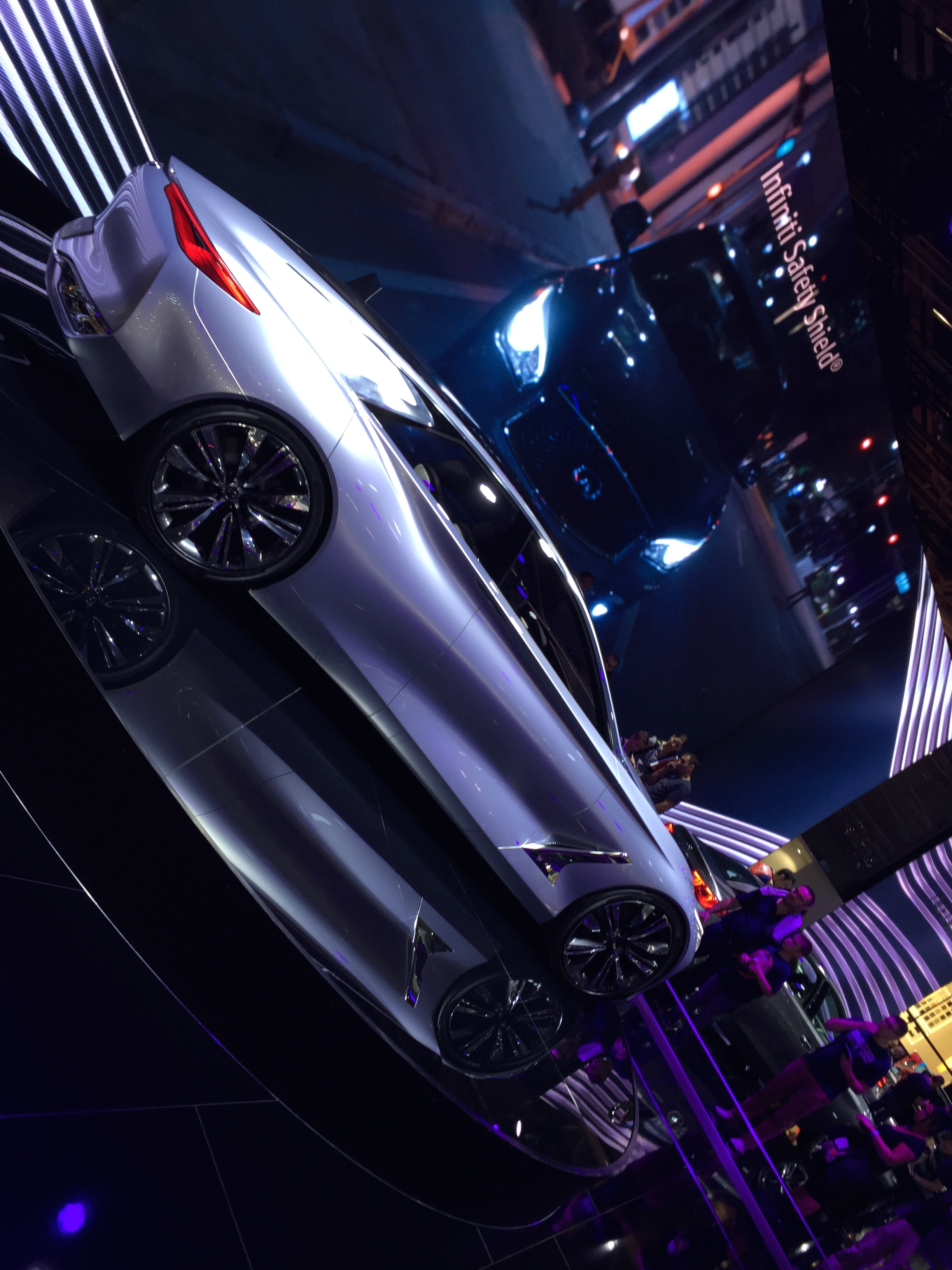
إنفينيتي
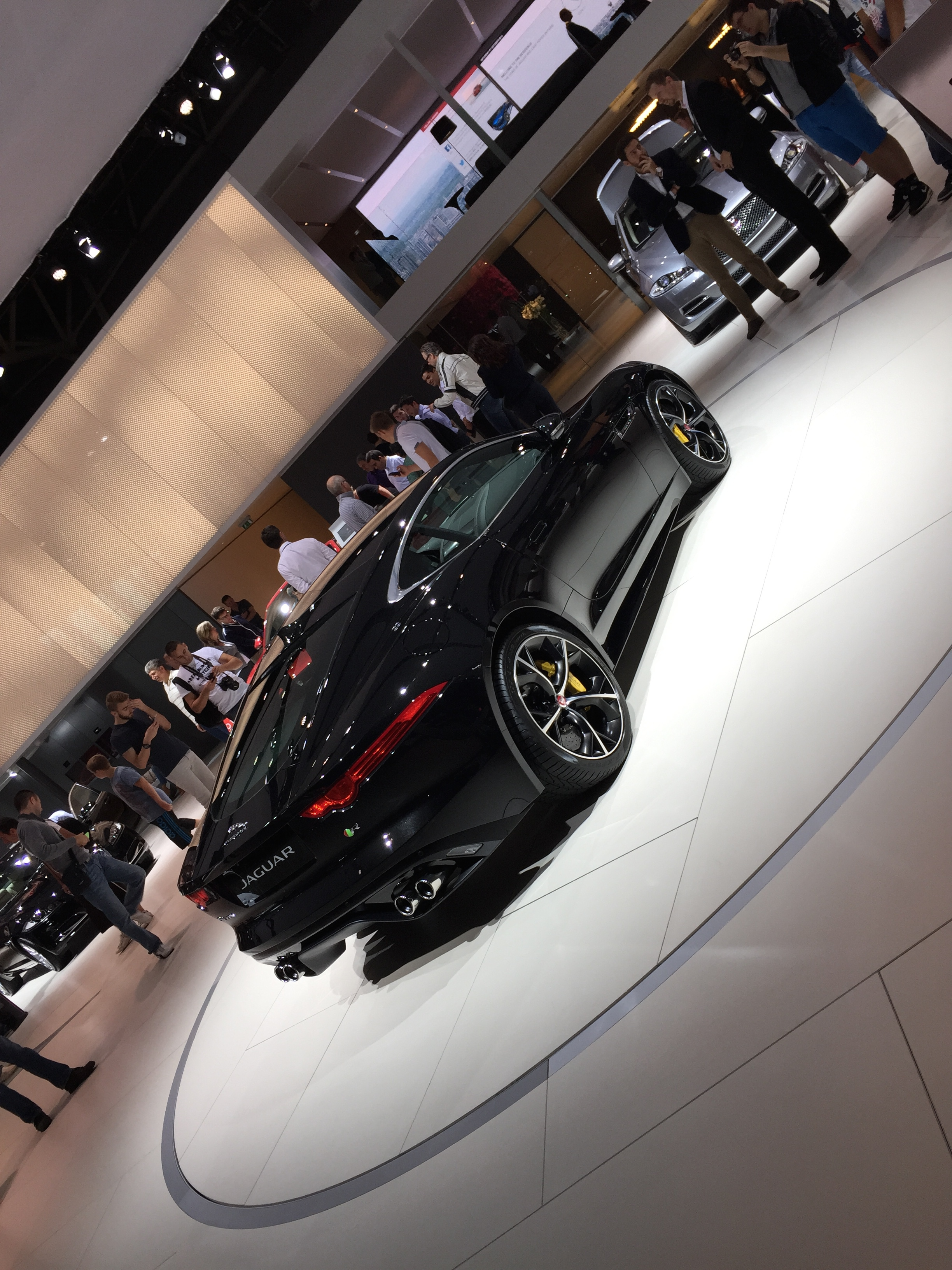
جاغوار

## مقالات ذات صلة
- معرض باريس للسيارات
- معرض سيارات

## روابط خارجية
- الموقع الرسمي للمعرض.